# Гранді (округ, Теннессі)
Шаблон:StateAbbr_ 35°23′ пн. ш. 85°43′ зх. д. / 35.39° пн. ш. 85.72° зх. д.
Округ Гранді (англ. Grundy County) — округ (графство) у штаті  Теннессі, США. Ідентифікатор округу 47061.

## Історія
Округ утворений 1844 року.

## Демографія
За даними перепису 2000 року загальне населення округу становило 14332 осіб, усе сільське. Серед мешканців округу чоловіків було 7044, а жінок — 7288. В окрузі було 5562 домогосподарства, 4056 родин, які мешкали в 6282 будинках. Середній розмір родини становив 3,01.
Віковий розподіл населення поданий у таблиці:
| Стать    | До 15 років | 15-21 | 22-29 | 30-39 | 40-49 | 50-65 | 65-85 | Понад 85 |
| -------- | ----------- | ----- | ----- | ----- | ----- | ----- | ----- | -------- |
| Чоловіки | 1527        | 696   | 766   | 1010  | 962   | 1239  | 771   | 73       |
| Жінки    | 1472        | 677   | 774   | 948   | 966   | 1287  | 1021  | 143      |

## Суміжні округи
- Воррен — північ
- Секвачі — схід
- Меріон — південь
- Франклін — південний захід
- Коффі — захід

## Виноски
1. ↑  U.S. Decennial Census. United States Census Bureau. Архів оригіналу за 26 квітня 2015. Процитовано 5 квітня 2015.
2. ↑  Historical Census Browser. University of Virginia Library. Архів оригіналу за 16 серпня 2012. Процитовано 5 квітня 2015.
3. ↑  Forstall, Richard L., ред. (27 березня 1995). Population of Counties by Decennial Census: 1900 to 1990. United States Census Bureau. Архів оригіналу за 21 лютого 2015. Процитовано 5 квітня 2015.
4. ↑  Census 2000 PHC-T-4. Ranking Tables for Counties: 1990 and 2000 (PDF). United States Census Bureau. 2 квітня 2001. Архів оригіналу (PDF) за 18 грудня 2014. Процитовано 5 квітня 2015.
5. ↑  State & County QuickFacts. United States Census Bureau. Архів оригіналу за 7 червня 2011. Процитовано 30 листопада 2013.(англ.) Наведено за англійською вікіпедією.
6. ↑  American FactFinder. Бюро перепису населення США. Архів оригіналу за 26 лютого 2012. Процитовано 31 січня 2008.

| США | Це незавершена стаття з географії США. Ви можете допомогти проєкту, виправивши або дописавши її. |